# Наумов, Алексей Фёдорович (дипломат)
Алексе́й Фёдорович Нау́мов (1918 — 1998) — советский дипломат. Чрезвычайный и полномочный посланник I класса.

## Биография
На дипломатической работе с 1946 года.
- В 1946—1955 годах — сотрудник центрального аппарата МИД СССР.
- В 1955—1959 годах — сотрудник Посольства СССР в Турции.
- В 1959—1964 годах — сотрудник центрального аппарата МИД СССР.
- В 1964—1965 годах — сотрудник генерального консульства СССР в Аннабе (Алжир).
- В 1965—1969 годах — советник Посольства СССР в Мали.
- В 1969—1970 годах — на ответственной работе в центральном аппарате МИД СССР.
- С 25 декабря 1970 по 10 июля 1974 года — чрезвычайный и полномочный посол СССР в Бурунди[1].
- В 1974—1978 годах — на ответственной работе в центральном аппарате МИД СССР.
- С 1 сентября 1978 по 17 декабря 1980 года — чрезвычайный и полномочный посол СССР в Центральноафриканской Империи (с сентября 1979 — Центральноафриканской Республике)[2]. При нём, 22 января 1980 года, Советский Союз прервал дипломатические отношения с Центральноафриканской Республикой.

С 1980 года — в отставке. Похоронен в Москве на Хованском кладбище.

## Награды
- Орден «Знак Почёта» (1971)[3]